# قلعه سینوکان
قلعه سینوکان مربوط به دوران پس از اسلام است و در شهرستان گلشن، روستای سینکان واقع شده و این اثر در تاریخ ۳۰ تیر ۱۳۸۴ با شمارهٔ ثبت ۱۲۱۳۳ به‌عنوان یکی از آثار ملی ایران به ثبت رسیده‌است.